# Эксгаустер

Эксгаустер: схема устройства на продольном разрезе. A — эксгаустер из трубки с двумя пробками; B — эксгаустер из банки с одной пробкой. 1 — трубка для ловли насекомых; 2 — пробка; 3 — корпус эксгаустера; 4 — матерчатый фильтр; 5 — трубка для крепления гибкого шланга; 6 — гибкий шланг для вдыхания воздуха

Эксгаустер (или эксхаустор) — приспособление для ловли мелких насекомых.

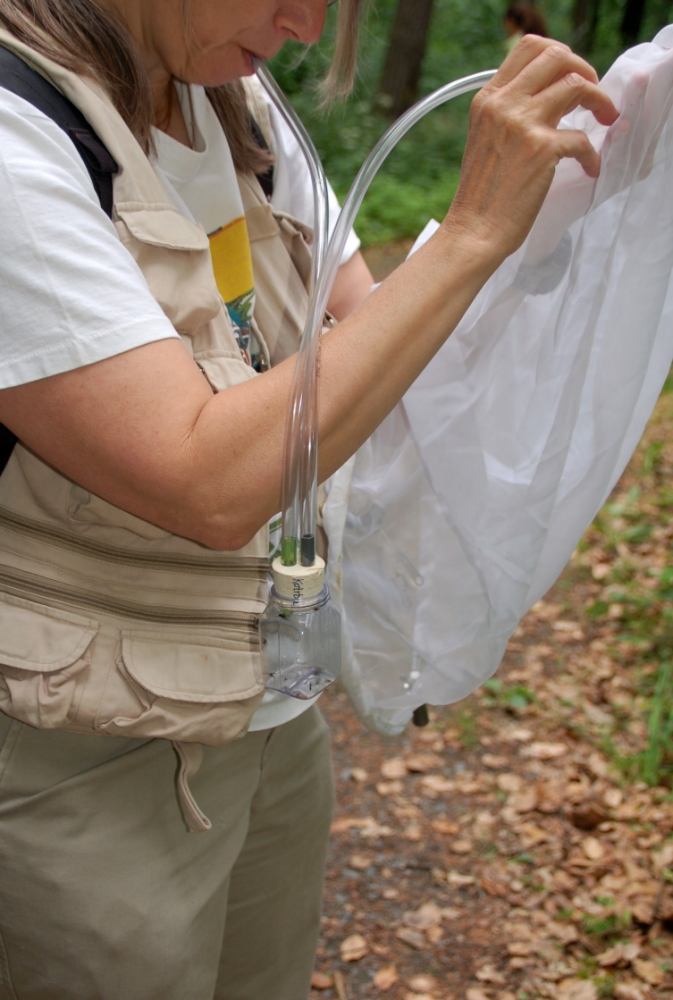
Сбор насекомых эксгаустером

Эксгаустер состоит из стеклянного или пластикового цилиндра, плотно заткнутого пробками с обеих сторон. В одну из пробок вставлена трубка для ловли насекомых, во вторую — трубка для крепления гибкого шланга. Трубка для крепления гибкого шланга прикрыта со стороны полости эксгаустера матерчатым фильтром, который препятствует попаданию насекомых в рот при вдыхании воздуха. Для изготовления эксгаустера используют также банки, в пробке которых укрепляют как ловчую трубку, так и трубку для крепления гибкого шланга.
Ловля производится следующим образом: ловчую трубку подносят как можно ближе к насекомому и делают резкий вдох. Потоком воздуха насекомое втягивается в ловчую трубку и оказывается внутри эксгаустера. Позже собранных таким способом насекомых перемещают в емкость для транспортировки живых насекомых, сосуд с фиксирующей жидкостью или в морилку.
Эксгаустер применяется во всех случаях, когда нужно поймать мелкое насекомое, не сдавливая его руками или пинцетом. Эксгаустером собирают насекомых, попавшихся в сачок при кошении, при разборе пробы подстилки или непосредственно с субстрата — почвы, растений и растительных остатков.
Эксгаустеры появились во второй половине XIX века и с тех пор находят самое широкое применение у сборщиков насекомых. Энтомологи используют как самодельные эксгаустеры, так и произведённые промышленно.